# Restio fourcadei
Restio fourcadei är en gräsväxtart som beskrevs av Neville Stuart Pillans. Restio fourcadei ingår i släktet Restio och familjen Restionaceae. Inga underarter finns listade i Catalogue of Life.